# Călmățui (okręg Gałacz)
Călmățui – wieś w Rumunii, w okręgu Gałacz, w gminie Grivița. W 2011 roku liczyła 558 mieszkańców.